# 碓氷峠鉄道文化むら
碓氷峠鉄道文化むら（うすいとうげてつどうぶんかむら）は、群馬県安中市松井田町横川にある体験型鉄道テーマパークである。1999年4月18日に開園。施設は安中市が保有し、指定管理者として一般財団法人碓氷峠交流記念財団が運営する。愛称はPoppoTown（ポッポタウン）で、安中市の登録商標（第4396482号、第4396483号）となっている。
碓氷峠の歴史や資料、碓氷峠で活躍した鉄道車両、国鉄時代の貴重な車両などを展示・公開している。また、信越本線の廃線跡を利用してEF63形電気機関車の体験運転が行われたり、トロッコ列車が運行されている。また、展示品を搬入する際や、同館保有のEF63形電気機関車が車輪削正などのため、甲種輸送される際に使われる引き込み線が、横川駅構内に接続している。

## 沿革
東日本旅客鉄道（JR東日本）の信越本線横川 - 軽井沢間が1997年10月1日に廃止されることが決定されると、松井田町（当時）の住民からは町の過疎化を危惧する声が上がった。そこで松井田町は地域活性化として1996年（平成8年）に「横川・軽井沢間周辺整備等推進計画」の策定に着手し、住民や他の自治体との協議・検討を得て「横川・軽井沢間周辺整備基本構想」が策定された。その基本構想の4大拠点のうち、「横川駅周辺」の整備の一環として横川運転区跡地に建設された。
- 1998年
  - 8月2日 - 着工。仮称は「横川鉄道文化むら」だった。
- 1999年
  - 2月21日 - 屋外展示場の車両が搬入される。
  - 4月18日 - 開業[3]。
- 2005年
  - 3月22日 - 旧信越本線の下り線を活用したトロッコ列車「シェルパくん」の発車式が行われる（通常運行開始は26日から[7]）。
  - 12月26日 - EF63 11・12とクハ189-5・モハ189-5が園内に移動。
- 2011年（平成23年）
  - 5月5日 - シェルパくんの牽引機が故障。以降全区間で運休となる[8]。
  - 7月25日 - リース機により、ぶんかむら駅からまるやま駅までの運行を再開。
- 2012年（平成24年）
  - 7月24日 - EF63 24が脱線事故を起こす[1]。同年8月1日に通常営業を再開している[9]。
- 2013年（平成25年）
  - 3月27日 - 新造機関車導入により当駅からとうげのゆ駅まで（全区間）の運行を再開。
- 2019年 - 開業20周年を迎える。荻野屋とのコラボ企画として、春夏秋冬のそれぞれのオリジナルデザイン掛け紙を使用した峠の釜めしを各期間限定で販売することを発表。売上の一部が当園の設備保全に活用された[10]。
- 2020年
  - 2月22日 - 国道18号の向かい側にあった越後屋食堂が2019年に焼失したことを受け、園内の売店のリニューアルを行い営業を再開[11]。
  - 3月21日 - 群馬デスティネーションキャンペーンに合わせ行われていた、EF63 11・12とクハ189-5・モハ189-5の塗装修繕が完了し、初となるクハ189-5・モハ189-5の車内公開のほか、イラストレーターのバーニア600描きおろしによる文化むら限定峠の釜めしの販売が予定されていた[12]。しかし新型コロナウイルス感染症（COVID-19）の拡大に伴い延期された[13]。
  - 10月11日 - 12月28日
    - 『鬼滅の刃』とのコラボ企画としてイベントが実施され[14][注釈 1]、当所では謎解きやグッズ販売・キッチンカーの営業が、JR信越本線では無限列車としてSL・EL列車の運転、おぎのやでは特別な内容の釜めし（キャラクターの掛紙）の販売が行われ、週末を中心に来園者数がかなり増加し、一定数は鬼滅の刃に登場するキャラクターのコスプレをした来園者もみられた。なお新型コロナウイルス感染症予防対策の強化を実施した上でイベントが行われた。
- 2021年
  - 5月15日 - 開園時間を20時まで延長する「横川ナイトパーク」を初開催[15]。
  - 7月31日 - 屋外展示場を使ったキャンプイベントを初開催[16]
- 2022年
  - 10月1日 - 入場料をはじめとした各種料金の改定が開園以来初めて行われた[17]。

## 運営状況
当園は総事業費約20億円を投じて1999年に開園。初年度の来園者数は29万5000人で、これによる収入は2億3319万円であった。その後、来園者数は下降し、2016年度は13万2800人（開園以来最少）、これによる収入は1億3500万円であった。一方で、動態保存中の機関車の経年劣化に伴う点検・修理費用は増加しており、財団はこれを賄うため「サポーターズ制度」を導入し、寄付金やボランティアを募集している。

## 保存車両

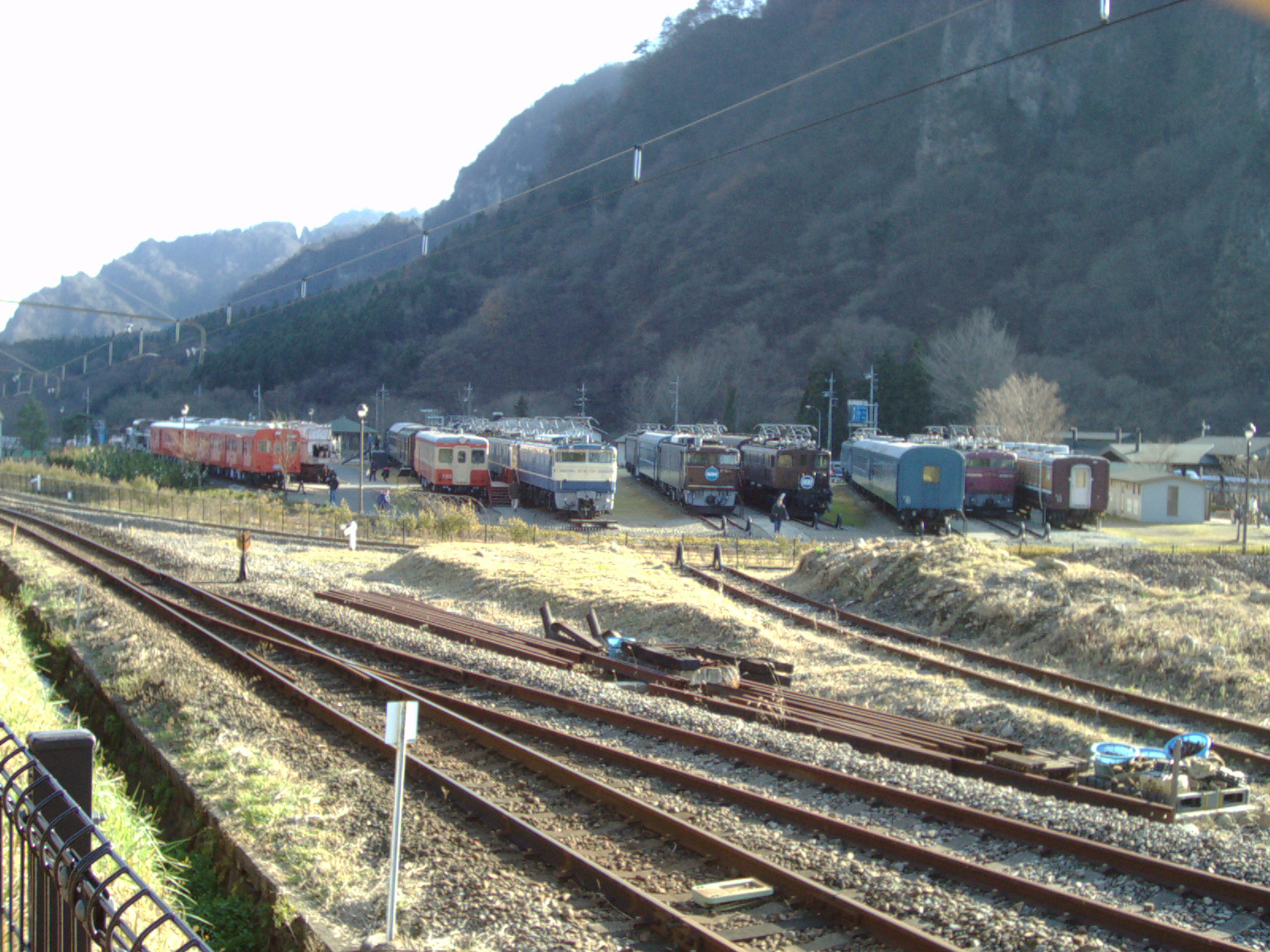
屋外展示場全景
（EF63留置線整備前）

電気機関車が圧倒的に多く、中には碓氷峠どころかJR東日本とも関係のない東海道・北陸・瀬野八・関門トンネルを走っていた車両もある。
屋外展示場の車両は、開園当初は車内に入れたものの、部品の盗難を受けて入れなくなったものがほとんどである。
マイネ40 11とオハネ12 29を2023年の夏までに宿泊施設として整備する計画が2022年に発表されたものの、それ以降更新されていない。
| 画像 | 形式                    | 車両番号                                               | 備考 |  |
| ---- | ----------------------- | ------------------------------------------------------ | --- |  |
|      | D51形 蒸気機関車        | D51 96                                                 | 埼玉県長瀞町でSLホテルとして使用されていたものを移設。 |  |
|      | ED42形 電気機関車       | ED42 1                                                 | 準鉄道記念物。信越本線最後のアプト式電気機関車。 2020年以降は年に1 - 2日屋外展示と模擬走行が行われている。 |  |
|      | EF15形                  | EF15 165                                               | |  |
|      | EF30形                  | EF30 20                                                | |  |
|      | EF53形                  | EF53 2                                                 | EF59 11から復元。 |  |
|      | EF58形                  | EF58 172                                               | 一般色のEF58では唯一のお召し列車牽引機である。 |  |
|      | EF59形                  | EF59 1                                                 | |  |
|      | EF60形                  | EF60 501                                               | |  |
|      | EF62形                  | EF62 1 EF62 54                                         | 54号機は廃車以来23年ぶりの2022年10月1日に汽笛吹鳴が行われた。 |  |
|      | EF63形                  | EF63 1 EF63 10 EF63 11 EF63 12 EF63 18 EF63 24 EF63 25 | 11・12・24・25号機は運転体験用の動態機、18号機はシミュレーターとして使用。 詳細は各リンクを参照。 |  |
|      | EF65形                  | EF65 520                                               | 解体される予定だったが、保存団体が日本貨物鉄道（JR貨物）から譲り受け、文化むらと保存団体が協同で修復し、当地で保存されることになった。 |  |
|      | EF70形                  | EF70 1001                                              | |  |
|      | EF80形                  | EF80 63                                                | |  |
|      | DD51形 ディーゼル機関車 | DD51 1                                                 | |  |
|      | DD53形                  | DD53 1                                                 | |  |
|      | 189系電車               | クハ189-506 クハ189-5 モハ189-5                        | クハ189-506は開園当初から保存されており、当初はあさま色だったが、2002年に国鉄色に塗り替えられている。客室内には入れるが、運転席は公開時しか入れない。 クハ189-5・モハ189-5は年に1 - 2回しか入る（近づく）ことができない。 この2両は碓氷峠区間廃止後、編成を組んでEF63 11・12とともに1999年2月15日から旧丸山変電所跡付近に留置されていたが、EF63 11の貫通扉の窃盗や悪質ないたずらが目立ち、セキュリティ面の都合から、同年の9月14日に横川駅4番線跡に、2005年12月26日には園内に移動した。 |  |
|      | キハ20形気動車          | キハ20 467                                             | |  |
|      | キハ35形                | キハ35 901                                             | オールステンレス車の900番台では唯一の保存車である。 |  |
|      | キニ58形                | キニ58 1                                               | |  |
|      | スニ30形客車            | スニ30 8                                               | スエ30 9から復元。 |  |
|      | マイネ40形              | マイネ40 11                                            | オヤ41 2から復元。 |  |
|      | オハユニ61形            | オハユニ61 107                                         | |  |
|      | 10系                    | ナハフ11 1 オハネ12 29 オシ17 2055                     | オシ17 2055はオヤ17 1から復元。 |  |
|      | 12系（くつろぎ）        | スロフ12 822 オロ12 841                                | スロフの貫通扉にスロープが設置されており、車内に入ることができる。 |  |
|      | ヨ3500形貨車            | ヨ3961                                                 | ED42 1を1500Vで走らせるための電源車として使われた。 内装は元に戻されている。 |  |
|      | ヨ8000形                | ヨ8841                                                 | EF63体験運転で使われるが、年に数回乗車体験も行われている。 |  |
|      | ソ300形                 | ソ300                                                  | 架橋用操重車。 |  |
|      | TMC200B                 | （製造番号221）                                        | 軌道モーターカー。 ED42を屋外に展示するときに使用される。 |  |
|      | GA-100                  | （005号車）                                            | 交通建設が所有していた新幹線用軌道確認車。 開園10周年記念として2009年から展示されている。 |  |
|      | WJ-3                    | WJ-3                                                   | 2012年に譲受した新幹線用トンネル巡回車。 2台が展示されている。 |  |
|      | キヤ115-1               | キヤ115-1                                              | 高崎総合訓練センターで使用されていた訓練車。 園内に移動する前（2012年ごろに）は横川駅4番線に留置されていた。 |  |
|      | キヤ211-1               |                                                        | 高崎総合訓練センターで使用されていた訓練車。 園内に移動する前（2012年ごろに）は横川駅4番線に留置されていた。 |  |

## 過去の保存車両
以下の車両は撤去もしくは解体され現存しない。
| 画像         | 形式                 | 車両番号                                                                    | 備考                                                                 |
| ------------ | -------------------- | --------------------------------------------------------------------------- | -------------------------------------------------------------------- |
|              | 189系電車            | モハ188-5 モハ189-2 モハ188-2 サロ189-104 モハ189-22 モハ188-22 クハ189-505 | どちらも保存から外れた車両。 2006年1月上旬に横川駅構内で解体された。 |
|              | 12系客車（くつろぎ） | オロ12 843 オロ12 842 オロ12 844 スロフ12 821                               | どちらも保存から外れた車両。 2006年1月上旬に横川駅構内で解体された。 |
| 画像右の車両 | TMC200C              | （DB202）                                                                   | 荷台の部分が屋根付きのデッキに改造されていた。                       |
|              | 軌陸車               |                                                                             | トヨタ・ダイナを改造したもの。                                       |

## 鉄道資料館

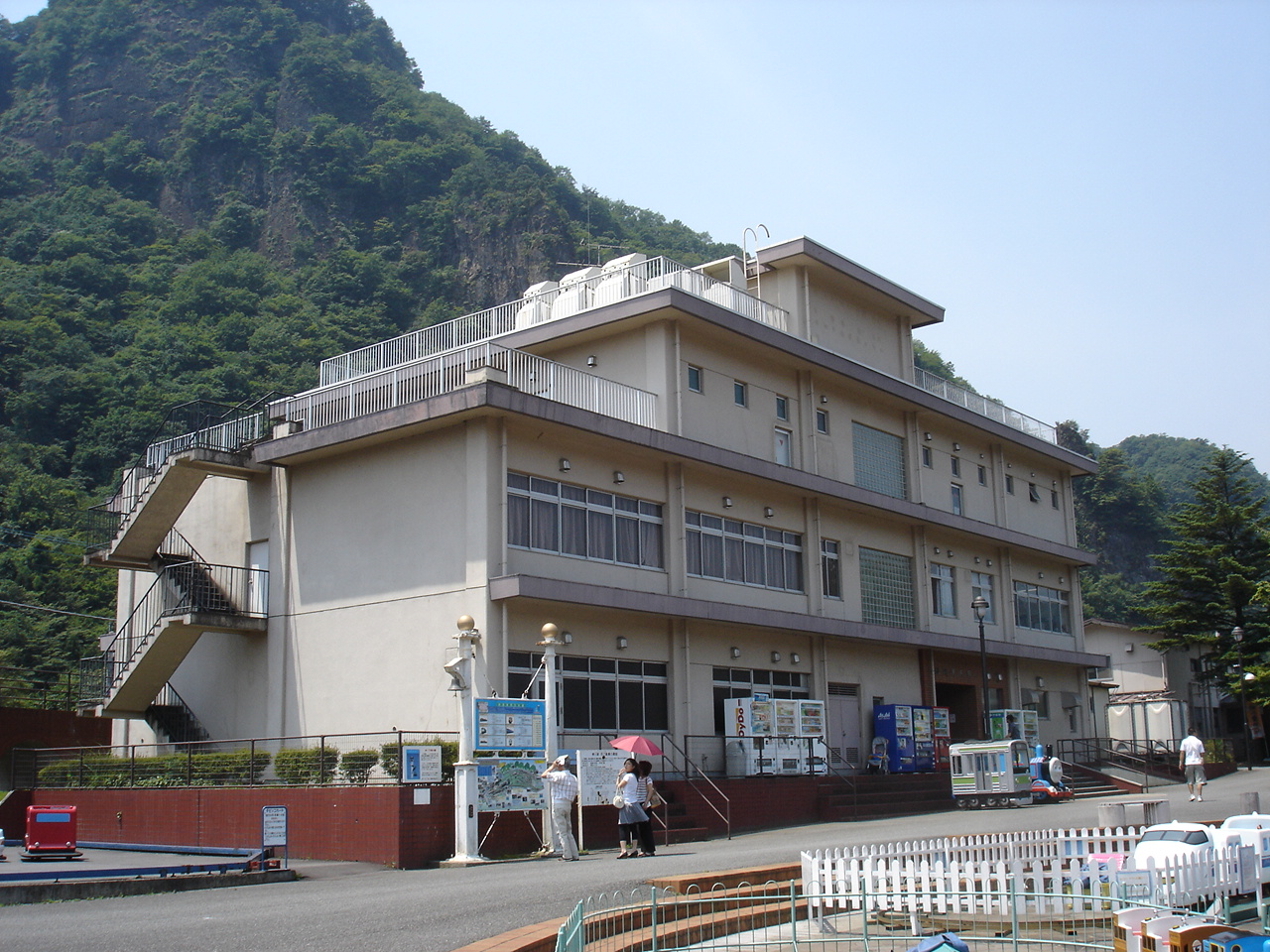
鉄道資料館

旧横川運転区の詰所を活用した資料館。館内では、鉄道のジオラマや歴史資料が多数保存されている他、鉄道シミュレータ、HOゲージ鉄道模型約100両の展示、鉄道グッズや冊子などの販売も行われている。
1階
- 碓氷峠の鉄道ジオラマ（HOゲージジオラマ・Nゲージ）
- 売店
- 休憩コーナー

2階
- 鉄道資料展示

3階
- 研修室（EF63形電気機関車運転体験講習に使用）

屋上
- 双眼鏡が設置されており、周囲の景色を一望することができる。

## 運転体験

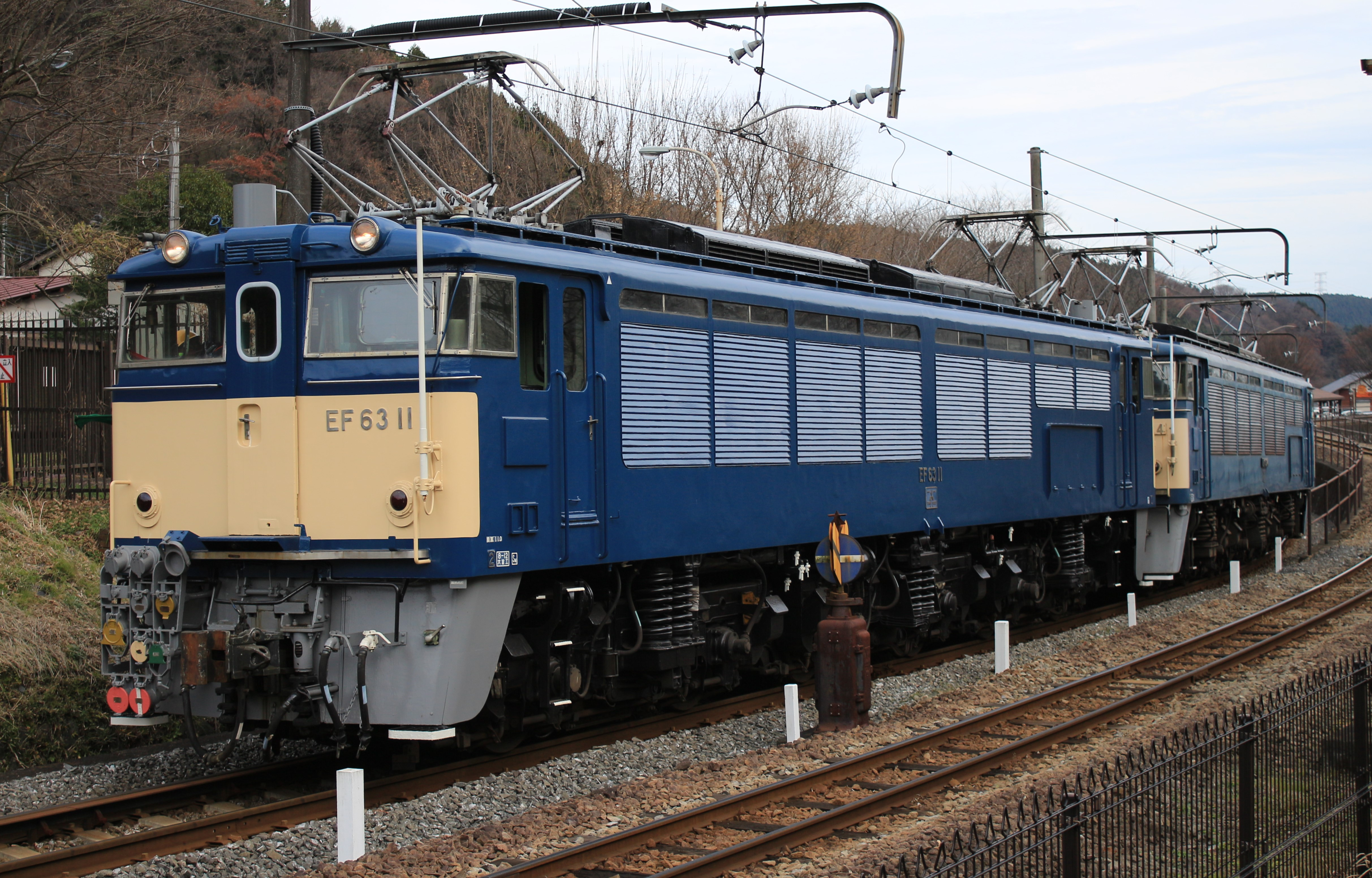
講習を受け修了試験に合格すると、EF63を自分の手で運転できる「運転体験」

当施設が実施する学科・実技講習を受講し、その修了試験に合格することで翌日以降にEF63を運転することができるようになる。運転区間は旧信越本線の運転体験線約400mの往復で、点検を含め所要時間は約30分となっている。運転体験線は750Vで電化されている。
また、実技講習を繰り返し受講することで運転資格を得ることができ、規定回数以上で腕章も贈呈される。
- 9回以上で「機関士見習」
- 29回以上で「補助機関士」
- 49回以上で「本務機関士」
  - ここで単機推進運転が可能(1)になり、1エンド連結訓練(2)ができるようになる。
- 500回以上で「優秀機関士」
- 1000回以上で「名誉機関士」

編成例は左が軽井沢方、右が横川方である。(フローチャート)
- (1)を5回以上で重連推進運転が可能(3)
  - EF63+EF63
- (2)を3回以上(検定合格)で1エンドに緩急車連結が可能(4)
  - EF63+緩急車
- (1)を5回以上+(4)を3回以上で2エンド連結訓練(5)
- (5)を3回以上(検定合格)で2エンドに緩急車連結が可能(6)
  - 緩急車+EF63
- (3)と(6)をそれぞれ3回以上で重連推進連結訓練(7)
- (7)を3回以上(検定合格)で重連推進連結運転が可能
  - 緩急車+EF63+EF63

最短で68回運転すれば重連推進連結運転ができるようになり、かつて行われていた「EF63重連での車両への連結・推進運転と牽引運転・解放」を体験することができるようになる。
2017年から2018年にかけて、動態保存に必要な経費を確保するため、安中市がふるさと納税を介したクラウドファンディングを行っていた。

## 遊戯施設

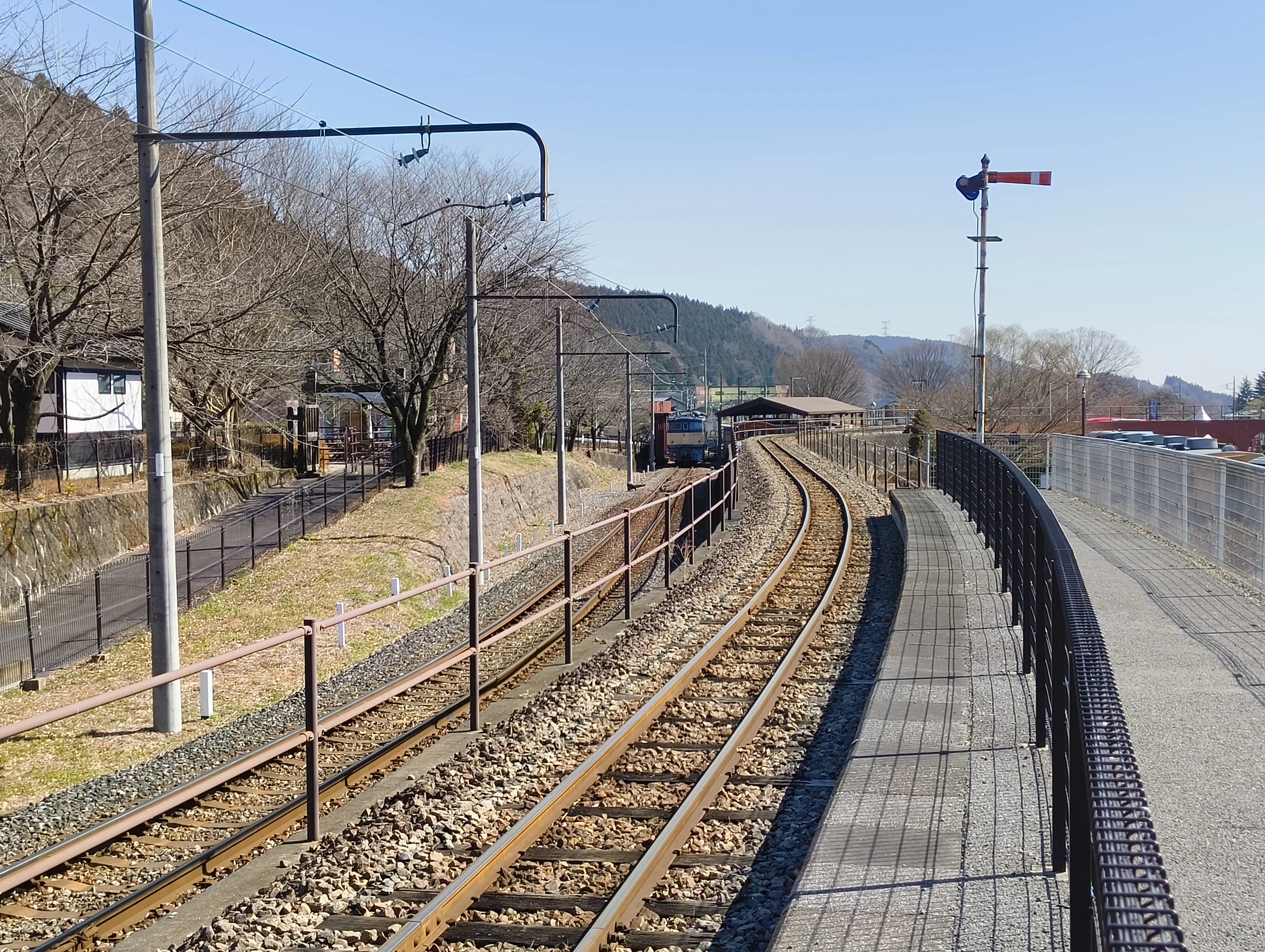
2000年のわずか2ヵ月しか使われなかった
あぷとくん仮設ホーム
中央奥の建屋はぶんかむら駅。
左からアプトの道へ通じる出口専用ゲート、
シェルパくん線路、あぷとくん線路

あぷとくんとシェルパくんの車両の大規模検査は司機工八潮工場で行われており、車両銘板から確認することができる。

### あぷとくん
開園時から、園内に敷設された軌間610mm、延長約800mの周回軌道を運行する本格的な遊覧列車。園内の北側では信越本線の旧下り線部分を走行する。周回する方向は月1回の検修で入れ替わる。

#### 使用車両
- 3950「グリーンブリーズ」
  - 3950形を模したイギリス・ウィンソン（英語版）社製のタンク式蒸気機関車。客車3両と併せた製造費は1億3000万円となっている[36]。
  - 新製機ではあるが、日本国内では貴重な動態の蒸気機関車である。2021年には修繕費用1300万円を賄うためのクラウドファンディングが行われ、最終的に1372万5500円が集まった[37]。
- 10000
  - EC40（10000）形を模した日本・北陸重機工業製のディーゼル機関車。製造費は2835万円[36]。
- 客車
  - 北陸重機工業製で、それぞれ「榛名」「赤城」「妙義」と命名されている。2020年の『劇場版 鬼滅の刃』のコラボの際は「竈門」「嘴平」「我妻」に変更されていた。
    - 最後尾に組み込まれる「妙義」は車椅子スペースがついており、観音開きのドアが設置されている。

  - ボギー車であるが、台車中心間距離が短いためジョイント音は連接車のような音になる。

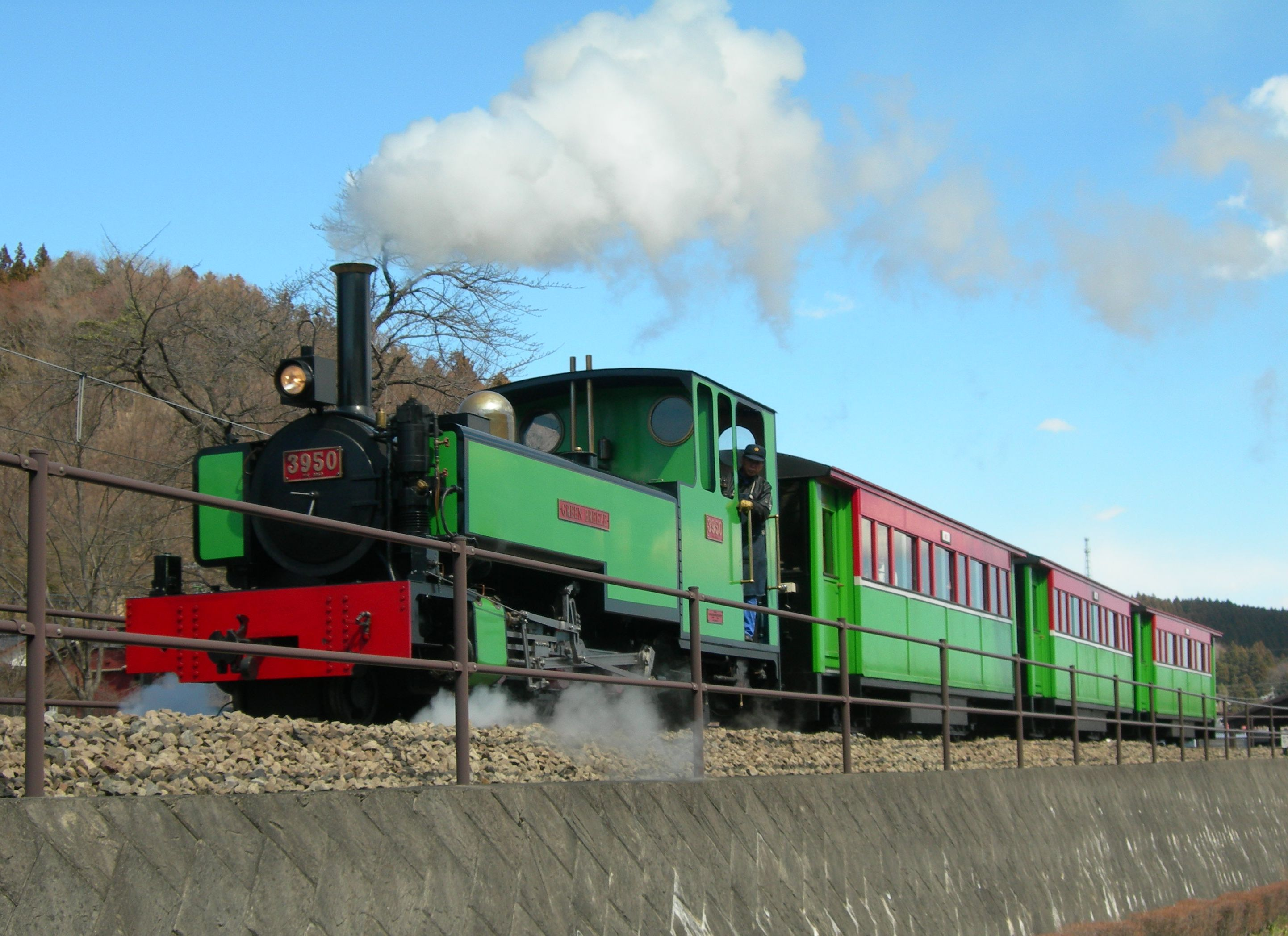
3950号機関車牽引の「あぷとくん」
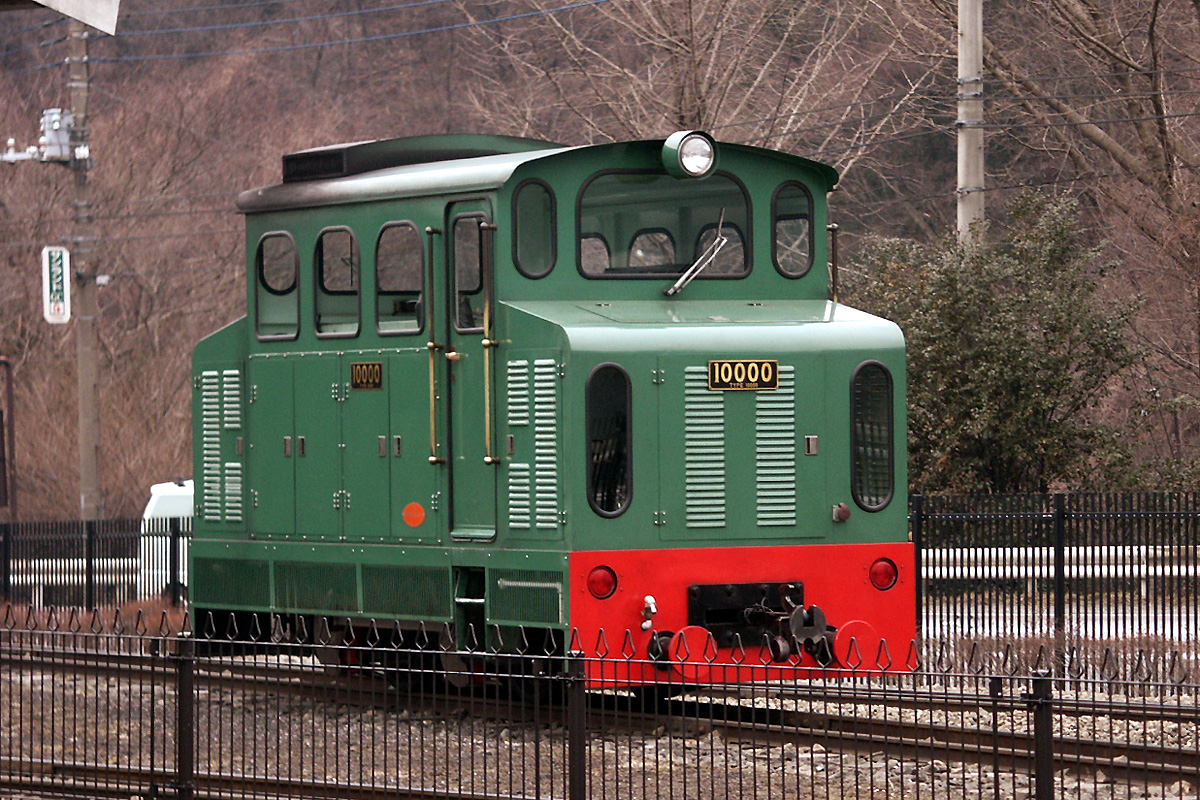
「あぷとくん」の10000号機関車

### シェルパくん
2005年（平成17年）3月22日に、旧信越本線の下り線を活用して運行を開始したトロッコ列車。碓氷峠鉄道文化むら内のぶんかむら駅から、旧丸山変電所付近のまるやま駅を経て（往路は3分停車・復路は通過）、碓氷峠の森公園交流館「峠の湯」付近のとうげのゆ駅までの2.6kmを運行する。所要時間はおよそ20分。
ホームページなどでは専ら、単にトロッコ列車の名が用いられているが、車内放送ではシェルパくんと呼称される。
基本的には冬季を除く週末と多客期に運行されているが、あぷとくんが検査で運休の場合は冬季にも、団体での予約であれば平日にも運行される。基本的に1日5往復だが、碓氷峠ホタルの里祭りや横川ナイトパーク、キャンプイベントや旧道でのラリー（モントレー）などの開催日は増便・夜間運行もある。
鉄道事業法に基づく正規の鉄道ではなく遊具として扱われているため、乗車する場合は乗車券の他に文化むらの入園料が必要となる。過去に2度特定目的鉄道として軽井沢まで鉄道事業化する計画が出されていたが、実現には至らなかった。
2006年に出された計画
- 国土交通省と協議のうえ碓氷峠交流記念財団を同年10月に特定目的鉄道事業者として認可
- 早ければ2007年10月に開業+JR横川駅への乗り入れ
- 岡田義弘安中市長（当時）は、安全性ならびに所要資金の問題から事業に消極的であり、計画の中止を要請

2013年に出された計画
- 2014年度に専門職員を配置し、廃止から20年となる2017年に開業
- MR1106だけでは安全上問題があるとしてディーゼル機関車をもう1台増結して運行
- 通常は午前と午後の2往復とし、多客期には増発、冬場は本数を調整
- その後、延期や中止の発表もなく立ち消えしている

なお、横川駅に隣接して2032年度以降に開業する予定の道の駅について、2024年に行われたパブリックコメントでは、シェルパくんの横川駅乗り入れを希望する意見が複数寄せられている。
ディーゼル機関車は常にぶんかむら側に連結されるため、往路は客車前方に搭載されたカメラによる推進運転となる。2011年5月にDB201が故障し修理不可能の状態となったため、リース機（MR1503）によるぶんかむら - まるやま間の折り返し運転になったが、2013年3月27日より機関車をMR1106に交代し、とうげのゆまでの運行を再開している。
2015年10 - 11月運行分は、EF63運転体験線の工事によりぶんかむら駅が使用できない為、0.7kmまるやま方に設置した「さくら並木仮設駅」発着による運行となった。
2018年10月20日に累計乗客数が100万人に達した。
2019年運行分からは横川駅に到着する列車との接続を図るため、全列車の運行時刻が10分繰り下げられた。

#### 現在の使用車両
愛称と塗装（DB201と客車）は2004年に松井田町が募集を行った。
「シェルパくん」という愛称は79点の中から最優秀作品に選ばれたものである。
優秀作品には「そよかぜ峠号」、「あぷと号」、「トロッコあぷとくん」、「霧積号」、「峠のトロッコ号」が選ばれた。
塗装については最優秀作品に該当するものが無かったため、車両デザイナーが優秀作品を参考としたデザインとなった。
- 客車
  - 2005年[52]に2両が北陸重機工業で製造された二軸客車である。2両合わせた計画当初の製造費は7082万2500円[注釈 9]。
  - 定員はどちらも54名だが[53]、2015年運行分からは50名（雨天時は2両合わせて70名）となっている[38]。
  - 外装は全体的に茶色で、側面には金色の飾り帯がつけられ、ドアと車端部側の前面と旧型客車のダブルルーフを模した屋根（うだつ）は赤色に塗装されている。
  - 以前まで側面の妙義山の稜線とロゴは有ったり無かったりしていたが[注釈 10]、2019年9月以降は無く、2024年時点では予算不足により行う予定はない[35]。
  - 前面上部には「Poppo Town」とブラックレターで書かれているが、登場時と現在で大きさが異なっている（下の画像を参照）。
  - 座席は基本的にボックスシートとなっており、その上には網棚も設置されている。また、ドア付近にはつり革やドアコックが、車端部には車椅子スペースが設置されており、遊具扱いながらも内装は本格的である。
  - 2両の相違点を以下に記す。

オープン形客車
- とうげのゆ方に連結される。妻面にはUTBT-05002と書かれている。
- ドアは折戸。座席定員は32名で、座面は木製となっている。アクリル製の固定窓をつけることも可能。
- 当初、前照灯は中央の1つだけだったが、後年（時期不明）になって尾灯の上部に2つ追加されている。尾灯はスカートと一体型になっている。
- 2025年3月ごろに網棚が更新され、以前のものとは違う形状となった。

普通形客車
- ぶんかむら方（機関車の次位）に連結される。妻面にはUTBT-05001と書かれていたが、2025年現在は無い。
- ドアは引戸で、戸袋部はロングシートになっている。座席定員は30名で、座面は青のモケットとなっている。
- 窓は下段上昇式のユニット窓。車端部に家庭用エアコンが1台ずつ装備されている。

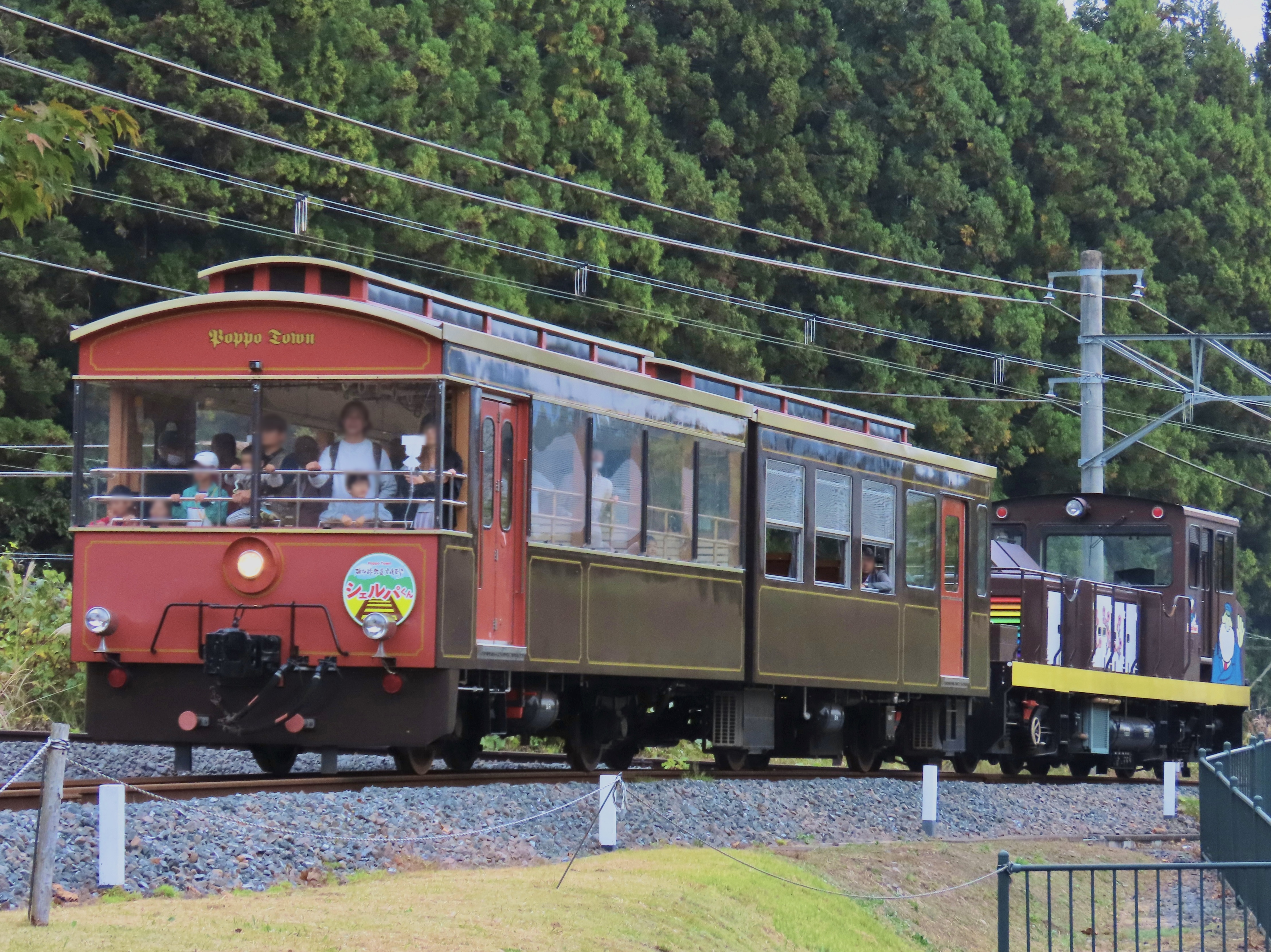
窓装着時 （2023年11月）
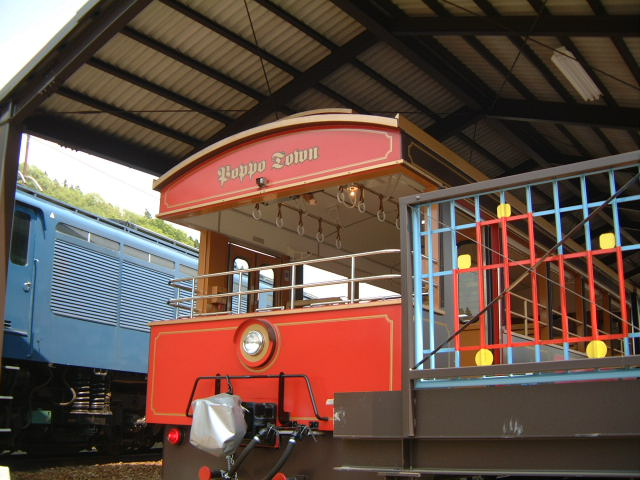
初期のオープン型客車 （2005年4月）
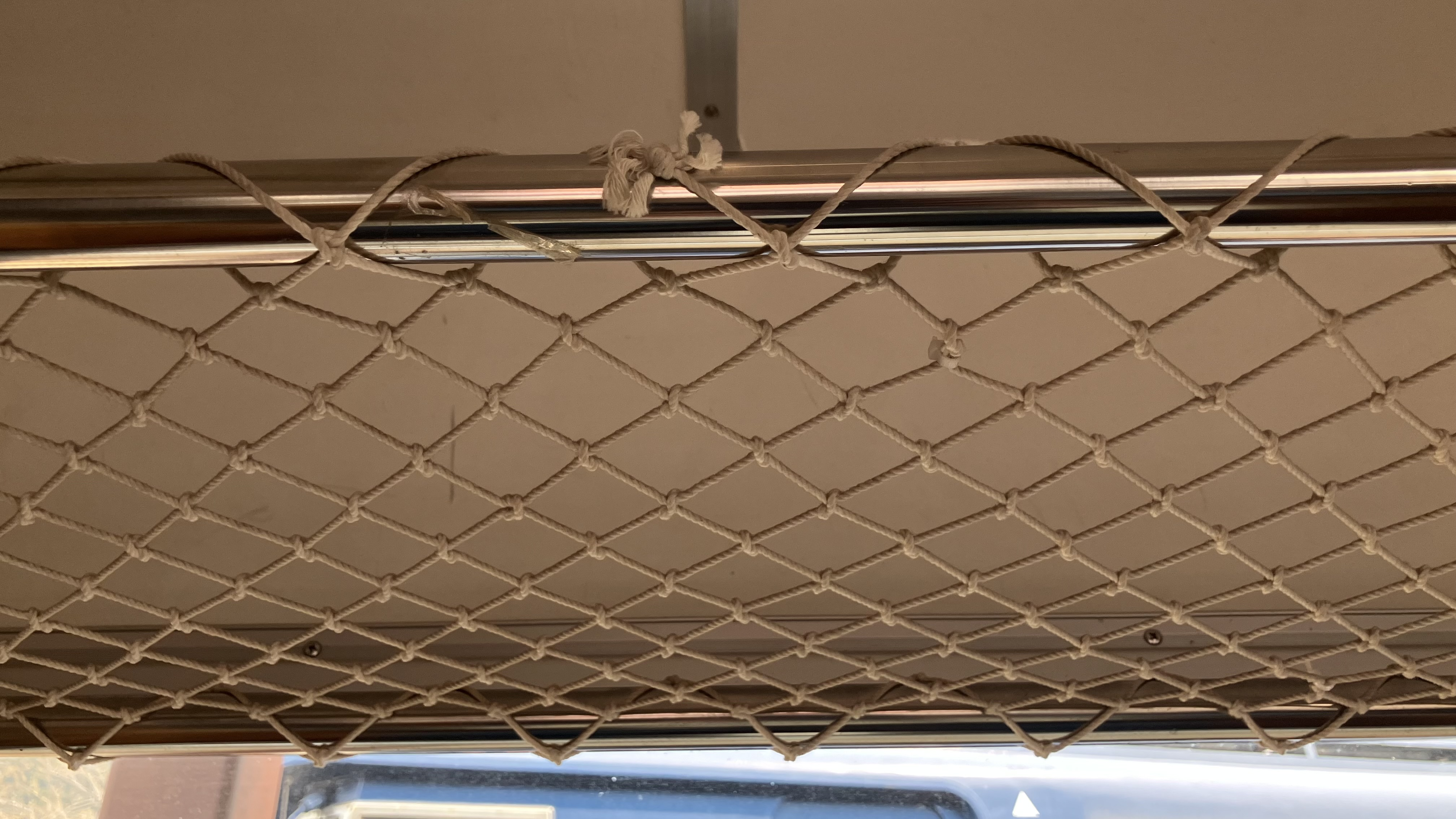
普通型客車の網棚 （2025年3月）
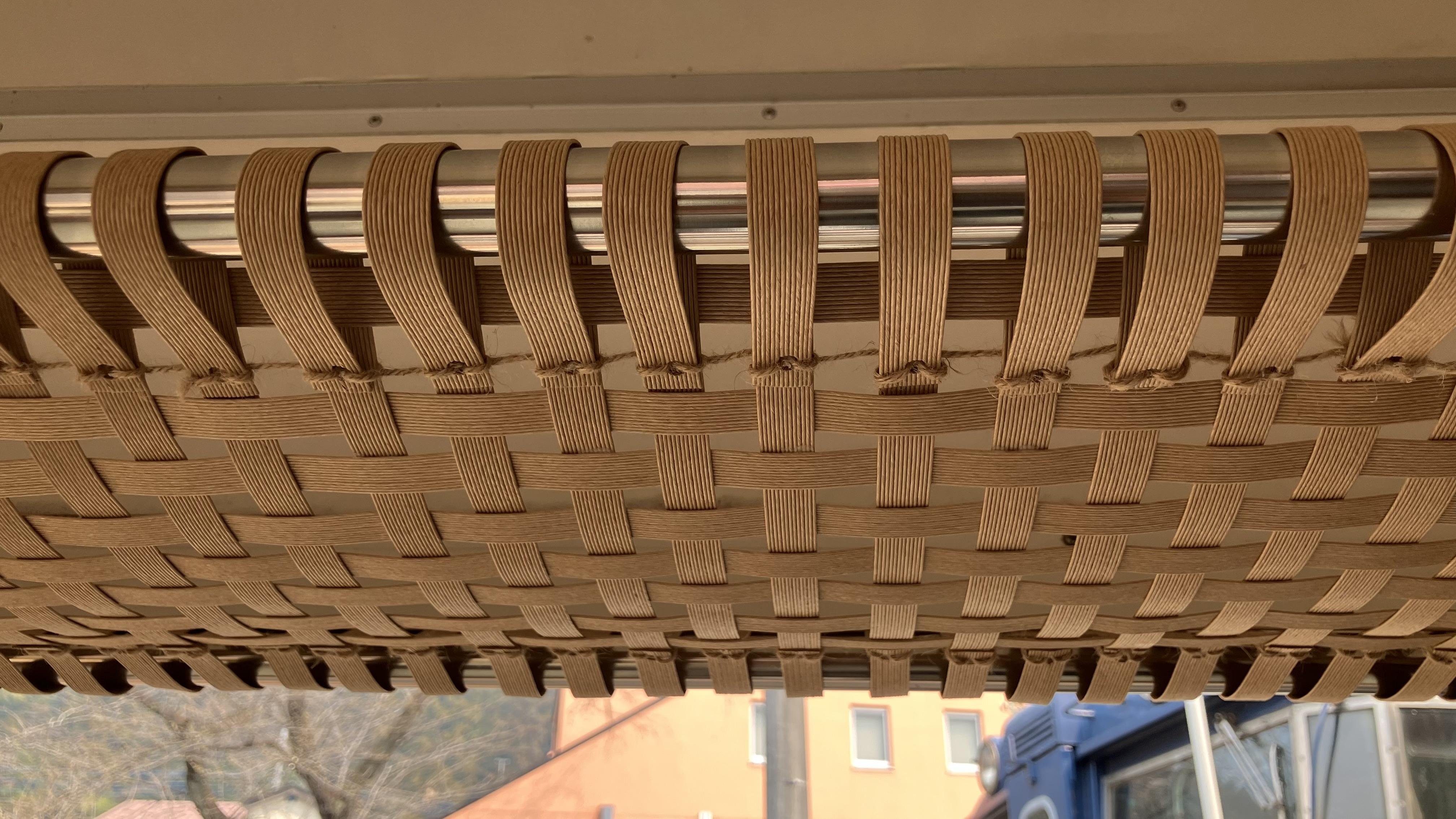
オープン型客車の網棚 （2025年3月）

- MR1106

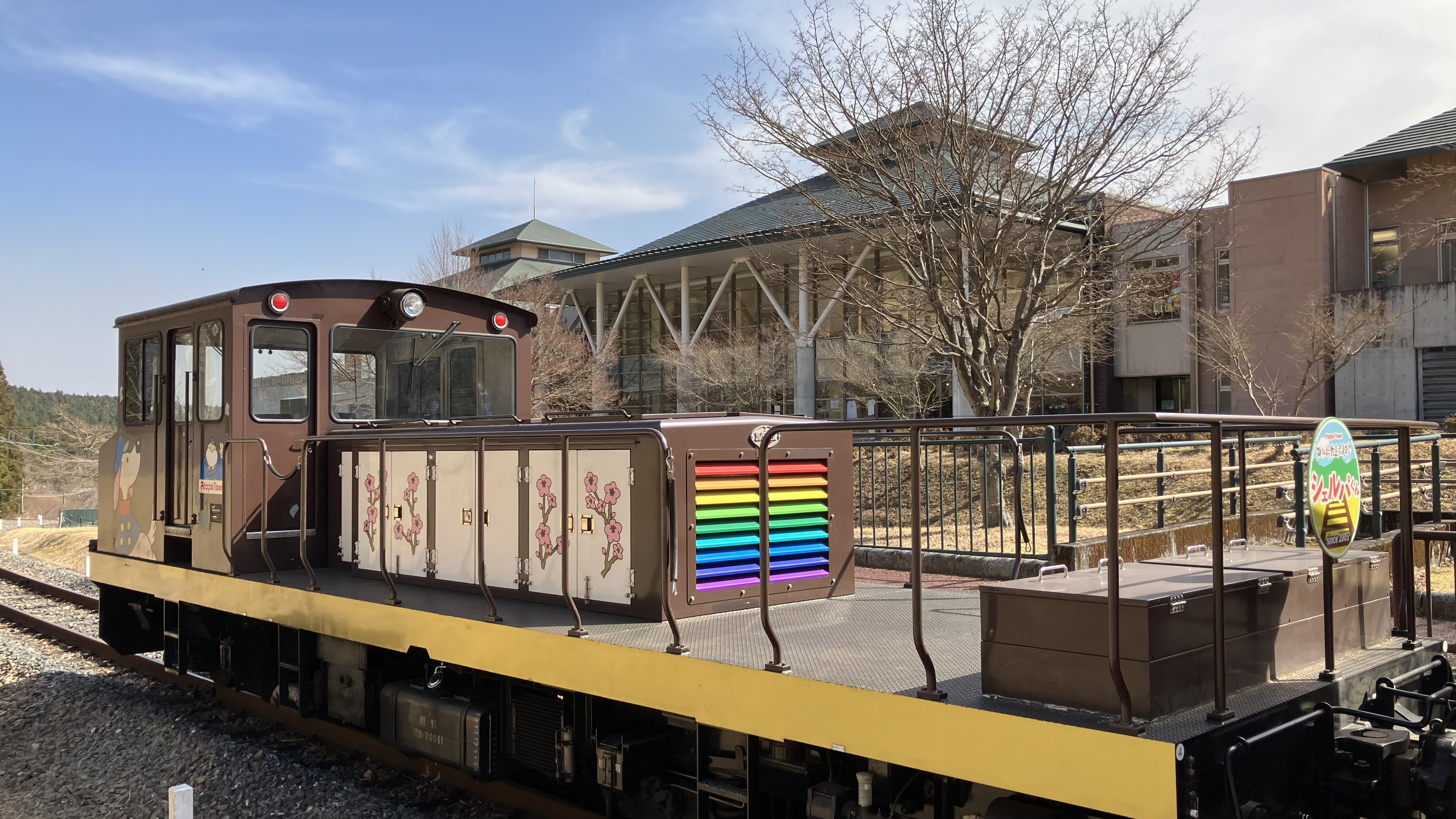
とうげのゆ方の前面
（2025年3月）

  - 2012年12月に製造された、松山重車輌工業製の32tディーゼル機関車[55]。2013年3月27日からシェルパくんの牽引機として活躍している[45]。製造費は1億1000万円で、ふるさと創生基金から拠出された[56]。
  - 軸配置はB-Bのボギー車で、運転台は入換機関車同様横向きとなっている[57]。
  - ぶんかむら方の前面に短いボンネットとバッファーがあるが、これは初期デザインがEC40を模したものとなっていた為である[注釈 11]。
  - 塗装は一般公募で決められ、車体は先代のDB201と似た茶色に、先述したバッファーと台枠は黄色に塗装され、前面には虹が、側面には市の花である梅があしらわれている。

#### 過去の使用車両
- DB201

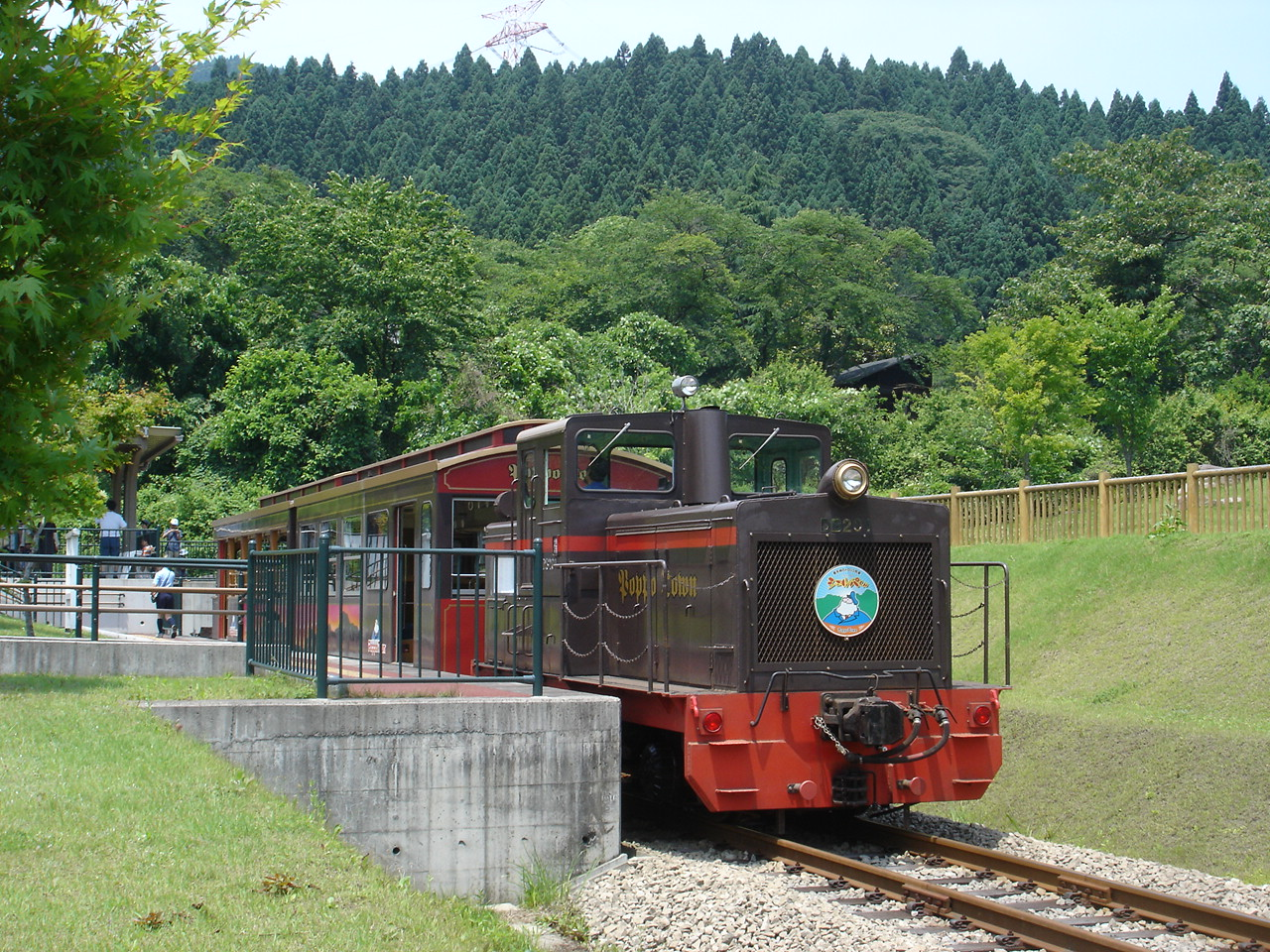
現役当時（2009年6月）

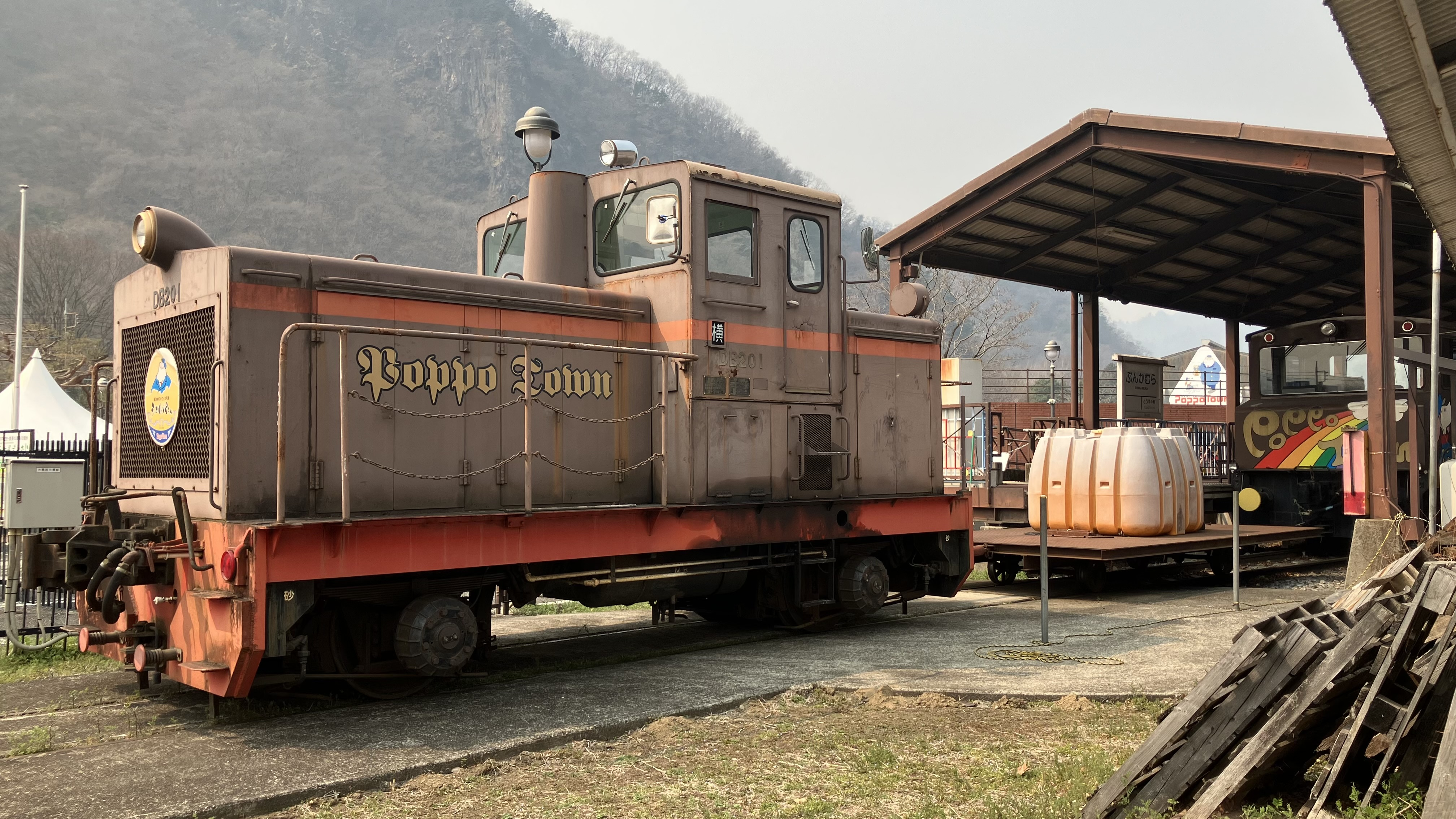
業務用として（2025年3月）

  - 元は碓氷峠用として、1975年3月に富士重工業で1両だけが製造されたモーターカー、TMC500A（製造番号10）[27]。
  - その性能を活かしシェルパくんの牽引機として活躍したが2011年5月5日に故障。修理後はトロッコの牽引をMR1106に託し、以後は除草剤散布などで使用されている。
  - 文化むら開業からシェルパくん開業までは、国鉄ディーゼル機関車標準色となっていた。また、エンドも現在とは逆になっていた。
  - 2023年10月6日[35]にはこの車両を用いたトロッコ列車試験運行がぶんかむら - 熊ノ平間で岩井均安中市長を乗せて行われている[58]。

- MR1503
  - 松山重車輌工業製の20t軌道モーターカー。DB201が故障しMR1106が導入されるまでの間の繋ぎとしてリースされた[59][リンク切れ]。
  - 急勾配区間の まるやま - とうげのゆ間は走行できない為、ぶんかむら - まるやま間の折り返し運転となった。

#### ぶんかむら駅
単式ホーム1面1線の地上駅。標高は390m。ホームに屋根がついており、線路も覆う構造となっている。EF63を搬出入する場合を除き、運行されない日はここで留置されている。
列車別改札のため、発車後や入線前にホームに入ることはできない。

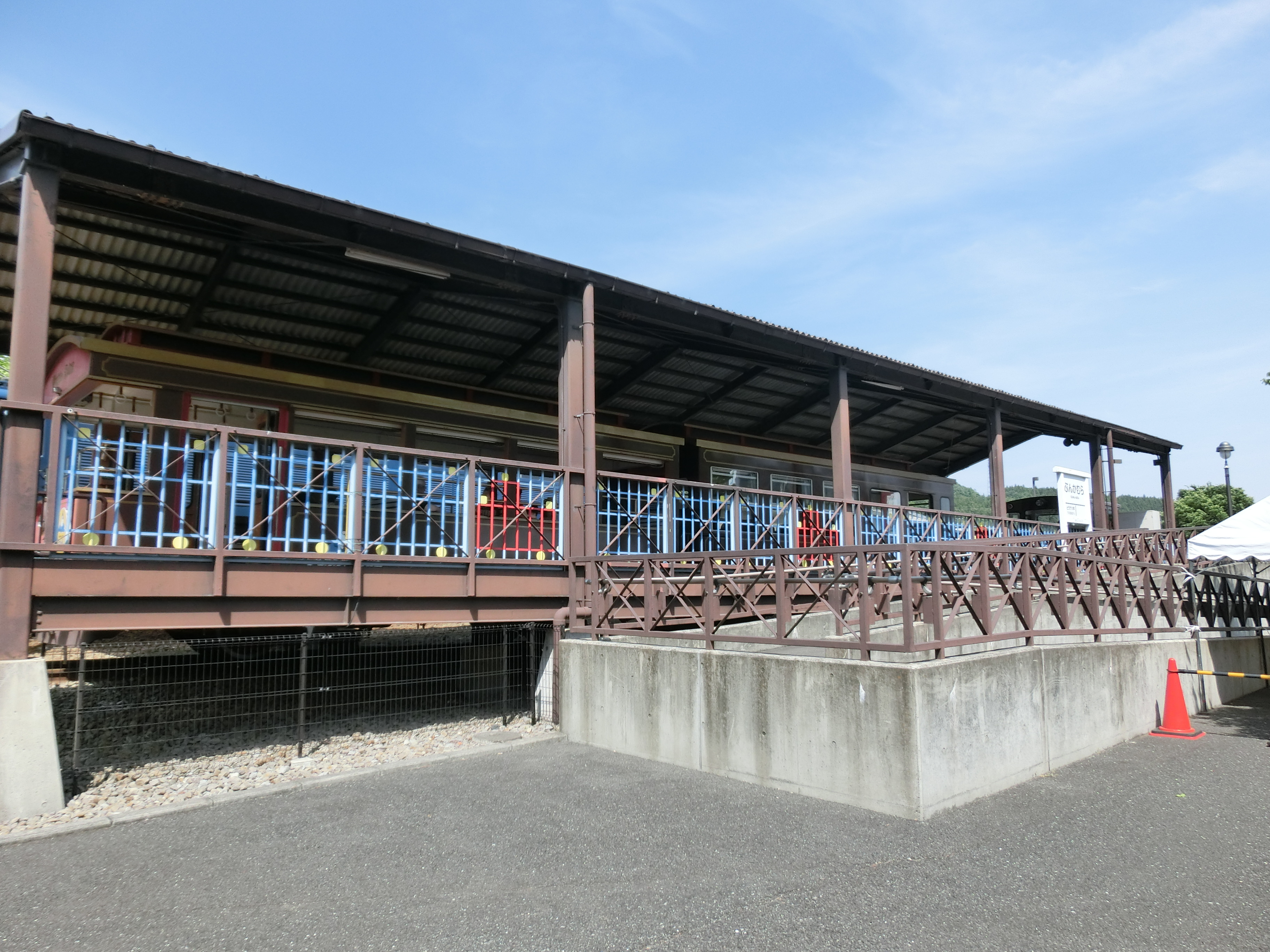
園内からの外観
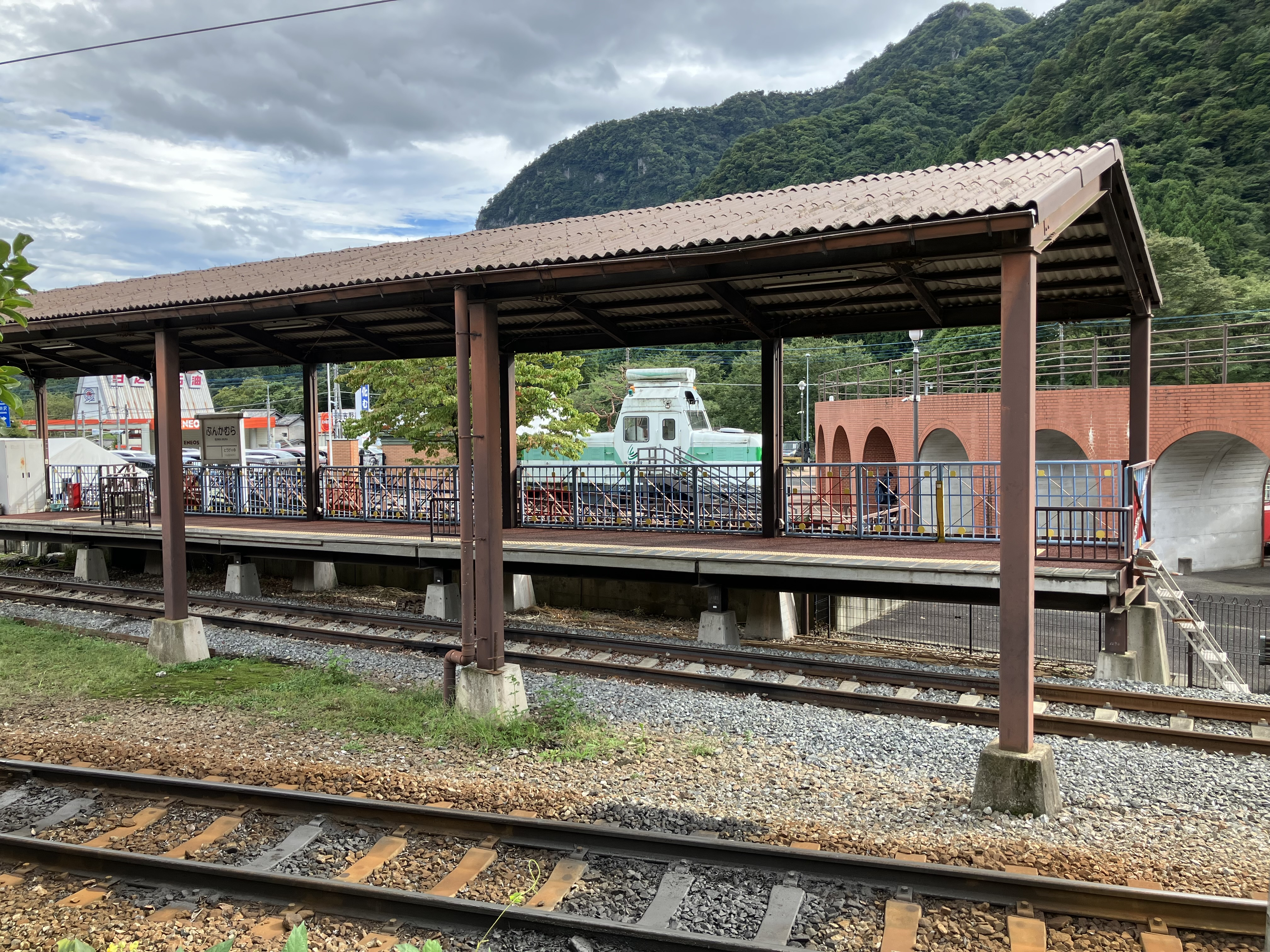
園外からの外観

### ミニ列車

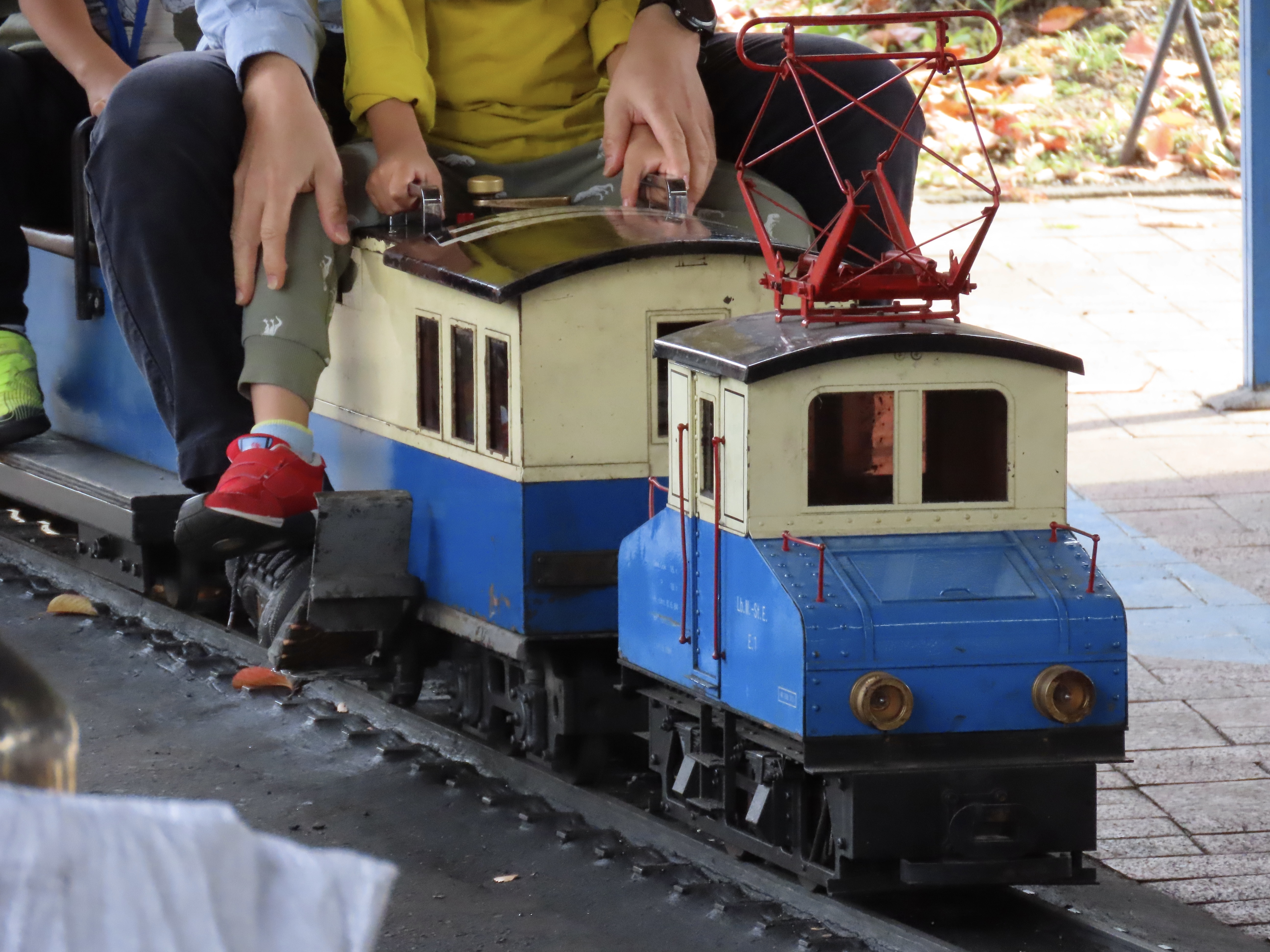
ファミリー列車用のEB形ミニ電気機関車

軌間5インチ - 一周約300mのコースで、両者が線路を共用している。
- ミニSL
  - 運転士が蒸気機関車を運転する（ライブスチーム）。客車への乗車が可能（雨天時も運転。12:10 - 13:10の間は運転されない）。
- ファミリー列車運転体験
  - EB型のミニ電気機関車を個人が運転することができる。運転士含め6名まで乗車可能（土休日の12:10 - 13:10の間に運転。雨天時は運転されない）。

### 運転シミュレーター

#### EF63
2000年4月15日に、検修車庫に保存しているEF63 18の横川方運転台を使用した運転シミュレーターが設置された。CGによって車窓が再現され、実物の運転台機器を操作して運転を行い、一部の計器も連動して稼働した。運転区間は下りの横川 - 軽井沢で、途中のトンネル区間が一部省略されて体験時間は10分程度だった。体験料金は1回1000円、運転ガイダンスビデオを視聴する場合は別に200円が必要だった。
しかし2017年に故障し、機器が古いため修理の目途が立たず外部に依頼して再製作することになり、2020年6月1日に新しいシミュレーターが稼働した。再稼働後は料金の支払いがNFC方式のプリペイドカードに土産売店でチャージする方法に変更された。ガイダンスビデオの視聴は料金不要になったが、カードの発行時に1000円が必要になった。
当初の運転区間は下り横川 - 熊ノ平だったが、2021年1月25日には軽井沢まで「延伸」した。また2022年9月23日に上りの軽井沢 - 横川が運転可能になった他、下り冬仕様や上り春仕様などその後もアップデートを重ねている。

#### 189系
実物の189系運転台を利用した運転シミュレーター。運転区間は高崎線下りの上尾 - 熊谷の各駅停車で、全体が8区間に分けられており1回1000円でそのうちの2区間を運転することができた。2015年に故障し、その後は操作に関係なく映像が流れるのみの小児向け「特急電車運転操作体験機」として再稼働した。1回100円で約6分間映像が再生される。

## 今後の予定
入園ゲートを含む東側の部分については、2032年開業予定の道の駅の範囲に組み込まれ、耐震性が確保されていない鉄道資料館については立て直しの上レストランにすることが検討されている。

## アクセス
- 東日本旅客鉄道（JR東日本）信越本線 横川駅下車すぐ。
- 上信越自動車道 松井田妙義ICから車で約10分。

## 登場作品
- 特命戦隊ゴーバスターズ（Mission7「エース整備不良？！」）
  - 当施設の他、保存されている旧信越本線の線路上や旧丸山変電所付近もロケ地として使用されている。
- 烈車戦隊トッキュウジャー（オープニング）
- 特急田中3号（第4話）
  - いずれも当施設の本線跡で撮影された。本線跡は立入禁止区間であり、撮影許可を取っている。
- 向かい風に打たれながら
  - 茅原実里の楽曲。ジャケットや予約特典フォトカードの写真が当施設の保存車両（189系特急電車、D51 96蒸気機関車ほか）を用いて撮影された。
- ブラタモリ（第4シリーズ 第24回）
- 碓氷と彼女とロクサンの。
- 新幹線変形ロボ シンカリオンZ
  - 当施設の地下に超進化研究所の支部がある設定になっている。設定協力で当施設もクレジットされている。
- GA-TAN GO-TON
  - 中島怜の楽曲。テレビアニメ『終末トレインどこへ行く？』のオープニングテーマ曲。MVが当施設内で撮影された。
- ゆるキャン△（13巻72話、16巻92話）
  - 作中では「横川鉄道博物館」となっている。